# Трибзес
Трибзес (њем. Tribsees) град је у њемачкој савезној држави Мекленбург-Западна Померанија. Једно је од 64 општинска средишта округа Нордфорпомерн. Према процјени из 2010. у граду је живјело 2.769 становника. Посједује регионалну шифру (AGS) 13057085.

## Географски и демографски подаци
Трибзес се налази у савезној држави Мекленбург-Западна Померанија у округу Нордфорпомерн. Град се налази на надморској висини од 4 метра. Површина општине износи 54,8 km². У самом граду је, према процјени из 2010. године, живјело 2.769 становника. Просјечна густина становништва износи 51 становник/km².